# Iglesia San Sebastián Analco (Zacatecoluca)
La Iglesia San Sebastián Analco o  Parroquia  San Sebastián Analco, oficialmente Iglesia San Sebastián o Parroquia  San Sebastián, conocida por muchos como 
Iglesia de Analco o Parroquia de Analco. Es un templo Católico que data del siglo XVI, ubicado en el Barrio San Sebastián Analco de la Ciudad de Zacatecoluca.

## Historia
Su construcción data entre los años 1552 a 1554, convirtiéndose así en la iglesia o templo católico aún en pie más antiguo de El Salvador.

## Arquitectura
En su concepto formal, funcional y tecnológico, el templo presenta características propias de la arquitectura barroca construida durante la época colonial.
En su costado Poniente tenía un campanario de adobe, el cual sufrió daños con el terremoto del año 1932 y en 1936 fue edificada otra obra hecha por Gregorio Mendoza, en la actual torre del campanario existían tres campanas, dos de ellas agrietadas por el uso, y la tercera se cayó por el deterioro. 
Su fachada principal se orienta al sur y es la típica fachada colonial, tipo retablo, de influencia barroca dividida en tres cuerpos. La puerta de acceso está enmarcada por pilastras adosadas y cornisas molduradas que dividen en cuerpos la fachada. En el centro del segundo cuerpo se ubica un nicho. Tanto la fachada oriente como la poniente son lisas con una puerta y 3 ventanas. La cubierta es de teja de barro. El pavimento está rematado por un parapeto moldurado con volutas.
El inmueble presenta una planta rectangular de 3 naves, con cielo de madera machihembrada, las naves están sostenidas por dos pares de columnas de madera de influencia toscana. En su interior se encuentran retablos de El Nazareno, Santo Niño de Atocha, Las Animas, Virgen de Guadalupe y de Lourdes. En el altar mayor hay una imagen del Cristo Negro de Esquipulas.
Al costado norponiente está enterrado el presbítero Julio César Menjívar, quien fue párroco del santuario.

## Daños
Durante los Terremotos de El Salvador de 2001, la Iglesia de Analco se vio seriamente afectada.
Las gruesas paredes, construidas de calicanto y adobes, resultaron afectadas, al igual que las antiguas columnas de madera que se hallan a lo largo de la nave central, que sufrieron un considerable desnivel.
Su blanca fachada tampoco escapó de la fuerza del terremoto; la parte superior y uno de los costados fue desprendido, dejando a la vista los pedazos de ladrillos y de tierra que conformaban la mezcla de albañilería con la que estaba hecha.
- Datos: Q25312464
- Multimedia: Iglesia San Sebastián Analco / Q25312464